# 田捨女
田 捨女または、田 ステ女（でん すてじょ/ステめ、1634年（寛永11年） – 1698年9月13日（元禄11年8月10日））は、江戸時代の歌人・俳人。貞門派の女流六歌仙（六俳仙）の1人。
氏名は田ステで、「女」は名の一部ではなく女流歌人の名に添える接尾辞である。法名は貞閑で、貞閑尼とも呼ぶ。

## 経歴

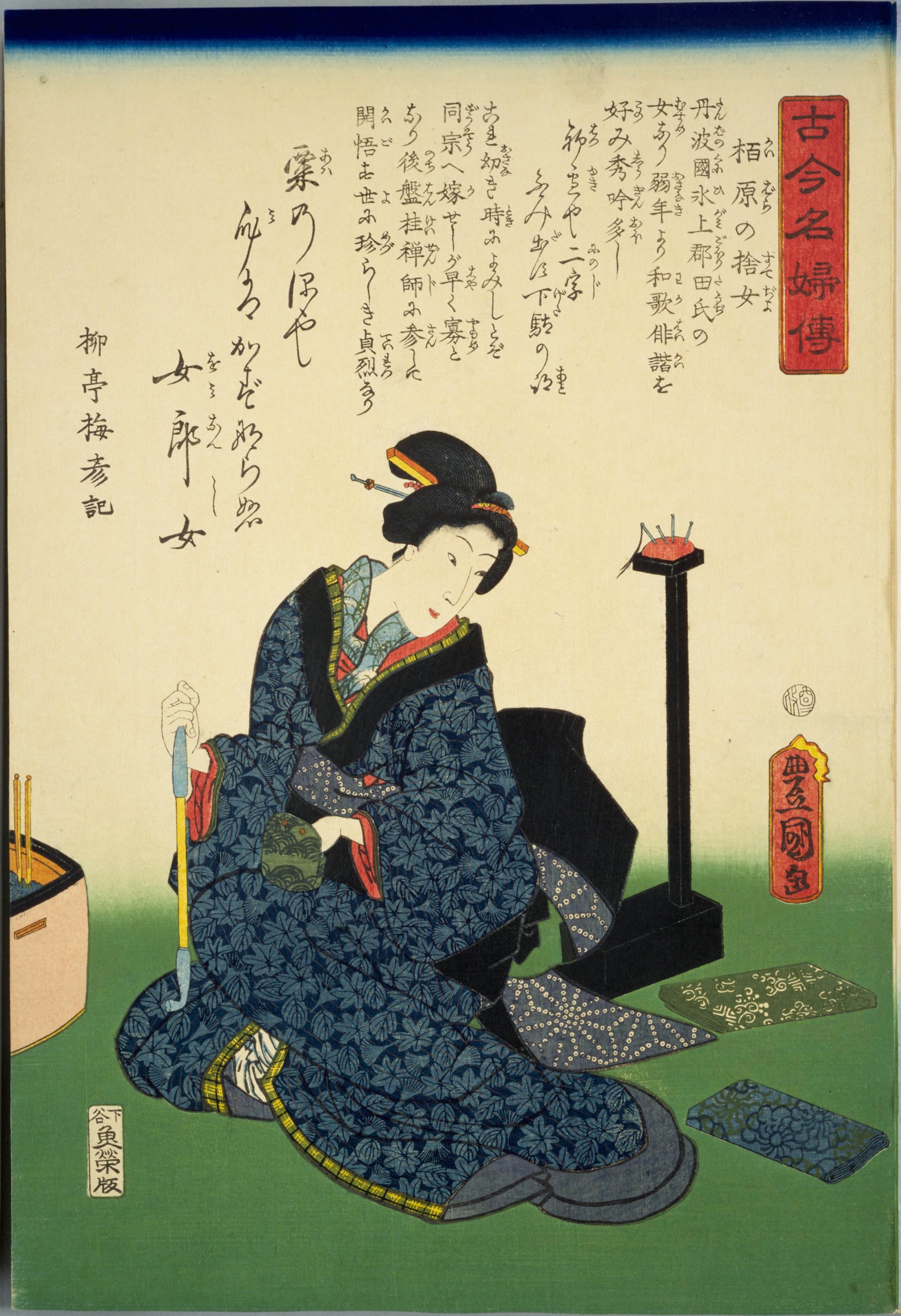
歌川国貞「古今名婦伝」『柏原の捨女』（1861年・文久1年）

田捨女は1634年（寛永11年）、丹波国氷上郡柏原藩（現在の兵庫県丹波市柏原地域、当時の藩主は織田信勝）に、柏原藩の庄屋で代官も務めた田季繁の娘として誕生した。

6歳のとき
という俳句を詠んだという。ただし、この句は伴蒿蹊『続近世畸人伝』（1798年（寛政10年）刊）以降の文献にしか見られず、捨女の貞門派の句風とも合致しないため、幼少時の捨女作とは考えにくいとする説もある。
後に北村季吟に師事。1674年（延宝2年）夫が死去、1681年（天和元年）落飾して妙融と号した。このころにはすでに貞門女流六歌仙の1人として著名であった。
その後子供らの独立を見届けた後、京都で俳諧・仏道などの修行を重ねた後、1688年（元禄元年）播磨国の天徳山龍門寺の傍らに「不徹庵」という庵を構え、貞閑と改名。その地で後進の指導に当たった。
1698年（元禄11年）8月10日、65歳で死去。龍門寺に葬られ、現在も捨女の墓がある。

## 死後
JR柏原駅前と田ステ女記念館横に石像がある。1997年（平成9年）、丹波市立柏原歴史民俗資料館に田ステ女記念館が増設された。捨女の名を冠した俳句のイベントが定期的に開催されるなど、地元での認知度は高い。
子孫に財界人田艇吉、枢密院顧問官や閣僚を歴任した男爵田健治郎、参議院議員田英夫らがいる。